# فرانسواز ژیلو
ماری فرانسواز ژیلو (فرانسوی: Françoise Gilot‎، متولد ۲۶ نوامبر ۱۹۲۱ – درگذشته ۶ ژوئن ۲۰۲۳) نقاش و نویسنده فرانسوی بود که بیشتر به خاطر رابطه پرآشوبش با پابلو پیکاسو که از او دو فرزند دارد، شناخته می‌شود. ژیلو قبلاً به‌عنوان یک هنرمند برجسته به‌ویژه در آبرنگ و سرامیک شناخته‌شده بود، اما حرفه‌اش تحت‌الشعاع شهرت اجتماعی پیکاسو قرار گرفت و پس از جدایی، او گالری‌ها را از خرید آثارش منصرف کرد و همچنین تلاش ناموفقی برای مسدود کردن کتاب خاطراتِ او، زندگی با پیکاسو داشت.

## جوانی
ژیلو در نویی-سور-سن، فرانسه به دنیا آمد. پدرش تاجر و مادرش نقاش آبرنگ بود. ژیلو از کودکی با دست چپ شروع به نوشتن کرد، اما در چهار سالگی پدرش او را مجبور کرد با دست راست بنویسد. او در سن پنج سالگی تصمیم گرفت نقاش شود. سال بعد، مادرش به او نقاشی با آبرنگ و مرکب هندی را یاد داد و او به مدت شش سال توسط معلمِ هنر مادرش آموزش دید. او در دانشگاه کمبریج و مؤسسه بریتانیایی در پاریس (اکنون مؤسسه دانشگاه لندن در پاریس) ادبیات انگلیسی خواند. زمانی که او درس وکالت می‌خواند، کلاس‌های صبحگاهی را رها می‌کرد تا علاقه واقعی خود هنر را دنبال کند. او از دانشگاه سوربن با مدرک لیسانس، در ۱۹۳۸ از فلسفه و از دانشگاه کمبریج با مدرک زبان انگلیسی در ۱۹۳۹ فارغ‌التحصیل شد. ژیلو اولین نمایشگاه نقاشی خود را در سال ۱۹۴۳ در پاریس برگزار کرد.

## پیکاسو
در ۲۱ سالگی، ژیلو با پابلو پیکاسو، که در آن زمان ۶۱ سال داشت آشنا شد. آنها از سال ۱۹۴۶ به مدت تقریباً ده سال با یکدیگر زندگی کردند. برخی از مورخان هنر معتقد بودند که رابطهٔ وی با پیکاسو زندگی هنری او را کوتاه کرد. وقتی ژیلو، پیکاسو را ترک کرد، او به تمام دلالان هنری که می‌شناخت سپرد که هنر او را نخرند. پیکاسو و ژیلو هرگز ازدواج نکردند، اما با هم دو فرزند داشتند. پسر آنها، کلود، در سال ۱۹۴۷ و دخترشان، پالوما، در سال ۱۹۴۹ به دنیا آمدند. در طول ده سال زندگی مشترک، ژیلو اغلب در خیابان‌های پاریس توسط همسر قانونی پیکاسو، اولگا خوخلُوا، رقصندهٔ بالهٔ روسی و خود پیکاسو مورد آزار و اذیت قرار می‌گرفت. در سال ۱۹۶۴، یازده سال پس از جدایی، ژیلو خاطرات زندگی با پیکاسو را با یاری منتقد هنری کارلتون لیک نوشت، کتابی که علیرغم تلاش ناموفق از سوی پیکاسو، پرفروش شد و به ده‌ها زبان ترجمه شد. پس از تلاش برای توقف انتشار کتاب، پیکاسو از دیدن فرزندانش امتناع کرد. تمام سود حاصل از کتاب جهت پرونده‌ای برای اثبات کلود و پالوما به‌عنوان وارثان قانونی پیکاسو خرج شد.